# Кутайсов, Иван Павлович
Иван Павлович Кута́йсов (около 1759, Османская империя или Грузия, Имеретинское царство — 9 января 1834, Рождествено) — граф (1799), камердинер и любимец Павла I, турок, взятый в плен в Бендерах, по другой версии грузин, спасённый под Кутаиси от турецкого плена и подаренный Павлу в его бытность престолонаследником. Родоначальник графов Кутайсовых, создатель подмосковной усадьбы Рождествено.

## Биография
В 1770 году 10-летний турецкий мальчик был взят в плен русскими войсками при штурме Бендер. Генерал Репнин дал за него щедрый выкуп и послал в подарок государыне. Фамилия дана по названию города Кютахья в Турции. По другой версии — по названию города Кутаиси в Грузии (более верной, если судить по фамилии), где, возможно, родился Иван Павлович. 6 августа 1770 года Кутаиси был освобождён от турок войсками российского генерала Тотлебена, в том числе было освобождено несколько мальчиков, которых турки захватили в Грузии и провели над ними обряд обрезания (вот почему его считали турком). Их взяли с собой в Россию, но живым довезли всего одного по фамилии Кикиани. 
Вырос при дворе наследника, великого князя Павла Петровича. Научившись в Париже и Берлине парикмахерскому искусству, он исполнял у великого князя обязанности камердинера. Изучив характер Павла, ловкий и способный Кутайсов умел применяться к своеобразным его проявлениям, благодаря чему не только избегал продолжительного охлаждения, но скоро сделался необходим великому князю и сам приобрёл на него влияние. «Лавируя среди небольшого женского мирка при дворе, он играл в нём втихомолку роль сводника».
После восшествия Павла на престол Кутайсова сначала сделали гардеробмейстером, затем в течение первой половины 1799 года произведён 22 февраля в баронское и 5 мая в графское Российской империи достоинства, награждён высшими степенями орденов св. Анны, св. Александра Невского, св. Иоанна Иерусалимского, св. Андрея Первозванного. Граф Провансский пожаловал ему командорский крест ордена Кармельской Богоматери и Святого Лазаря Иерусалимского.

Пленный турчонок мало-помалу сделался обер-шталмейстером, графом, андреевским кавалером и не переставал брить государя. Наскучив однажды этим ремеслом, он стал утверждать, что у него дрожит рука, и рекомендовал, вместо себя, одного гвардейского фельдшера. Но таков был взгляд Павла, что у бедного унтер-офицера, со страху, бритва вывалилась из руки, и он не мог приступить к делу. «Иван! — закричал император, — брей ты!» Иван, сняв андреевскую ленту, засучил рукава и, вздохнув, принялся за прежнее ремесло.— Н. И. Греч

Этим успехам служебной карьеры и потоку почётных наград соответствовали щедрые пожалования землями (преимущественно в Курляндии) и крестьянами (5 тысяч душ), так что он сделался одним из самых богатых людей при дворе Павла. По словам Державина, временщик употреблял всякие уловки и интриги, чтобы приобрести по дешёвой цене Шклов у Зорича, а граф Орлов-Чесменский жаловался Воронцову, что к нему стали «придираться», когда он не согласился продать свой конский завод в селе Острове около Москвы «торговавшему его у него турецкой крови, французского воспитания, ографствованному Государем». 

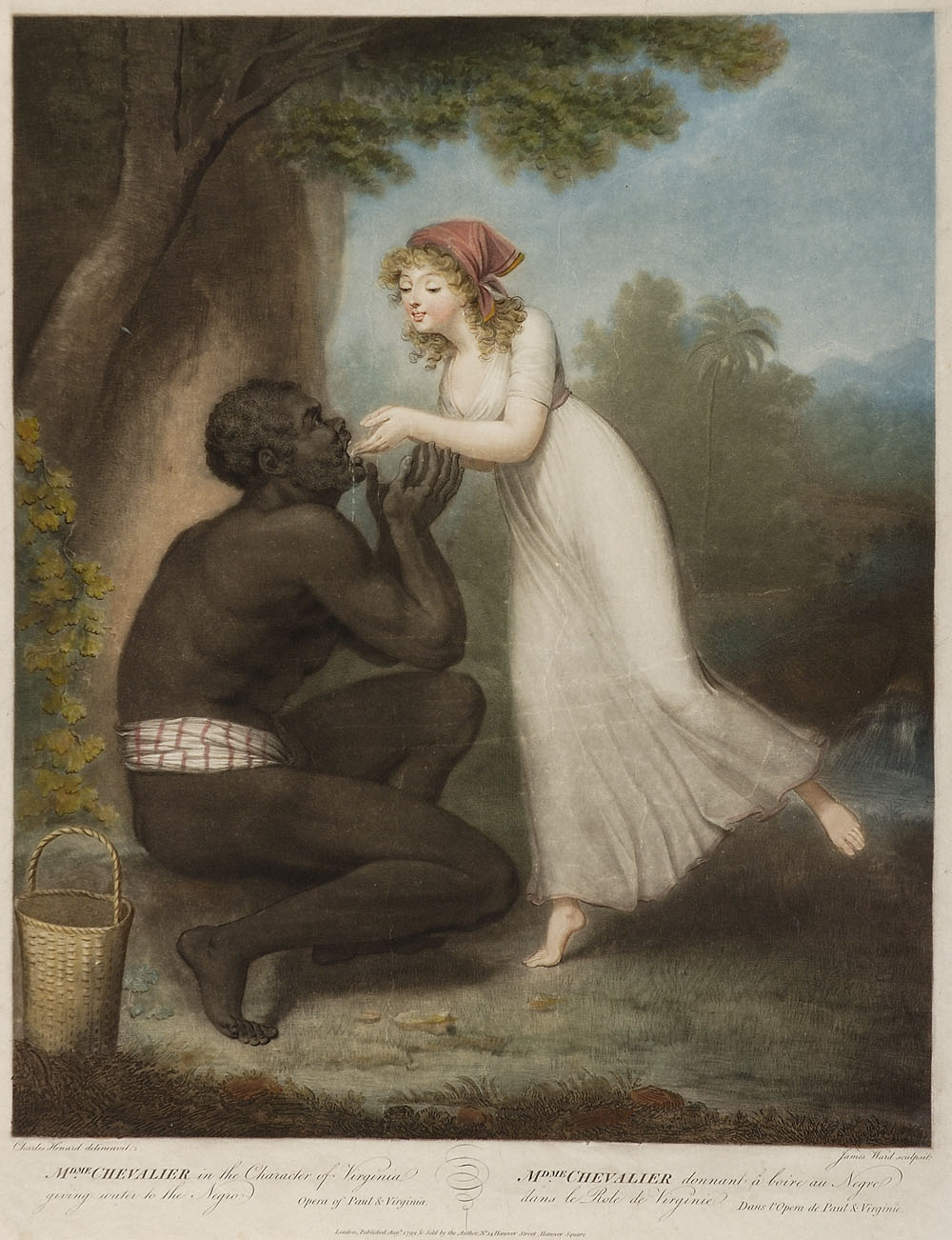
Спектакль с участием госпожи Шевалье

Внезапный взлёт брадобрея, напомнивший кое-кому карьеру доверенного цирюльника Людовика XI (Людовик приблизил к себе цирюльника Оливье Ле Дэна и возвёл его во дворянство), возмущал и оскорблял высшую знать. По словам Варвары Головиной, своим низким поведением, особенно в отношении императрицы Марии Фёдоровны, он возбудил всеобщее презрение. Князь Долгорукий, вспоминая, как Кутайсов некогда распахивал перед ним двери и нашивал ему на платье галуны, иронизирует: «Я худо знал тогда, как его зовут, а теперь, встречаясь с ним, титулую его сиятельством и на пирах он очень далеко от меня садится. O Tempora! O Mores! Впрочем, когда же этого и не бывало? Меншиков торговал блинами! Почему же и Кутайсову не быть графом? Он же мастерски брил бороду Павлу! Это не безделица!»
«Одна из случайных фигур, блеснувшая ненадолго у подножья российского трона и не сыгравшая сколько-нибудь значительной политической роли, оставила по себе резко отрицательную память», — писал о Кутайсове В. В. Згура. В мемуарной литературе сложно найти о Кутайсове положительный отзыв; Н. И. Греч прямо называет его «уродом». По мнению великого князя Николая Михайловича, у Кутайсова «не было никаких убеждений, и широкие государственные интересы ему были чужды; склонность к интригам, корыстолюбие, страх за своё положение руководили им».
Этими побуждениями руководствовался он, убедив императора дать отставку искушённой в придворных интригах фаворитке Нелидовой и внося разлад в его отношения с императрицей. Он покровительствовал связи государя с Анной Лопухиной и просватал старшего сына за её сестру (Прасковью). Его собственная любовница, г-жа Шевалье, во второй половине царствования также приобрела большое значение — «раздавала места, жаловала чинами, решала процессы с публичного торгу».

Привязанность графа Кутайсова, женатого человека и отца семейства, к г-же Шевалье и щедрость его к ней казались многим весьма извинительными; но влияние её на дела посредством сего временщика, продажное её покровительство, раздача мест за деньги всех возмущали. Уверяли, будто Кутайсов её любовью делился с господином своим Павлом.— Ф. Ф. Вигель
Существует необоснованная легенда, что накануне убийства Павла Кутайсов получил письмо-предупреждение, но поленился вскрыть его и тем самым погубил царя. После переворота 11 марта 1801 года он бежал из Михайловского замка. Не найдя временщика во дворце, плац-майор Горголи отправился искать его в покои мадам Шевалье, где тот часто ночевал. Согласно сообщению Н. А. Саблукова,
Пронырливый Фигаро скрылся по потайной лестнице и, забыв о своём господине, которому всем был обязан, выбежал без башмаков и чулок, в одном халате и колпаке, и в таком виде бежал по городу, пока не нашёл себе убежища в доме Степана Ланского, который, как человек благородный, не выдал его, пока не миновала всякая опасность. Что касается актрисы Шевалье, то, как говорят, она приложила все старания, чтобы показаться особенно обворожительной, но Горголи, по-видимому, не отдал дани её прелестям.
Пробыв недолго под арестом, Кутайсов уехал из России в Европу. По возвращении обосновался в подмосковном имении Рождествено, где в 1810—23 отстроил новую усадьбу и храм Рождества Христова, в котором ещё в начале XX века стояли гранитные надгробия четы Кутайсовых.
Рыбные ловли на Волге, пожалованные Кутайсову Павлом, были изъяты Александром в общественное пользование, прочее же имущество Кутайсов сохранил. В пользу такого решения выступил, в частности, адмирал Николай Мордвинов, напоминавший, что закон частной собственности должен был быть непоколебим.
Кутайсов с большим успехом занимался сельским хозяйством и, по словам Д. Н. Бантыш-Каменского, занял «одно из первых мест между нашими сельскими хозяевами: завёл в тамбовском своём имении фабрику: полотняную и суконную, также превосходный конский завод».

## Семья

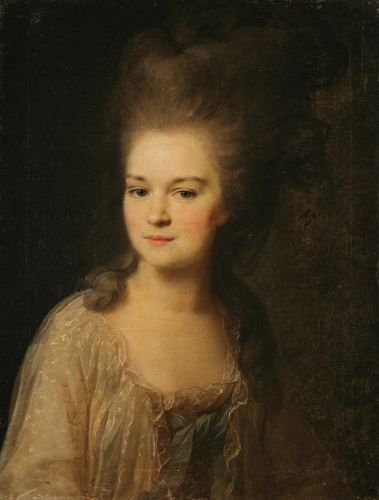
Анна Петровна, жена. Портрет Рокотова

Был женат с 1779 года на Анне Петровне (1760—1848), дочери богатого петербургского откупщика Петра Терентьевича Резвого (1729—1779), сестре генерал-майора Д. П. Резвого. Е. П. Янькова рассказывала о ней как об «очень доброй и почтенной женщине, которая умерла гораздо спустя своего мужа, дожив до преклонных лет» (графиня Анна Петровна умерла 14 июля 1848 года от холеры). От брака Кутайсов имел трёх сыновей и трёх дочерей, а также внебрачную дочь от актрисы мадам Шевалье, с которой состоял в открытой связи.
- Павел Иванович (1780—1840), камергер, почётный командор Мальтийского ордена, член Государственного Совета; был женат на княжне Прасковье Петровне Лопухиной (1784—1870), дочери светлейшего князя П. В. Лопухина.
- Александр Иванович (1784—1812), в чине генерал-майора погиб геройской смертью под Бородином.
- Мария Ивановна (1787—1870), с 1806 года была замужем за графом Владимиром Фёдоровичем Васильевым (1782—1839).
- Софья Ивановна (1789—1793)
- Николай Иванович (179.—179.)
- Надежда Ивановна (1796—1868), фрейлина, автор воспоминаний, посвящённых восстанию 1830—1831 гг. в Польше. С 1821 года была замужем за князем Александром Фёдоровичем Голицыным (1796—1864).

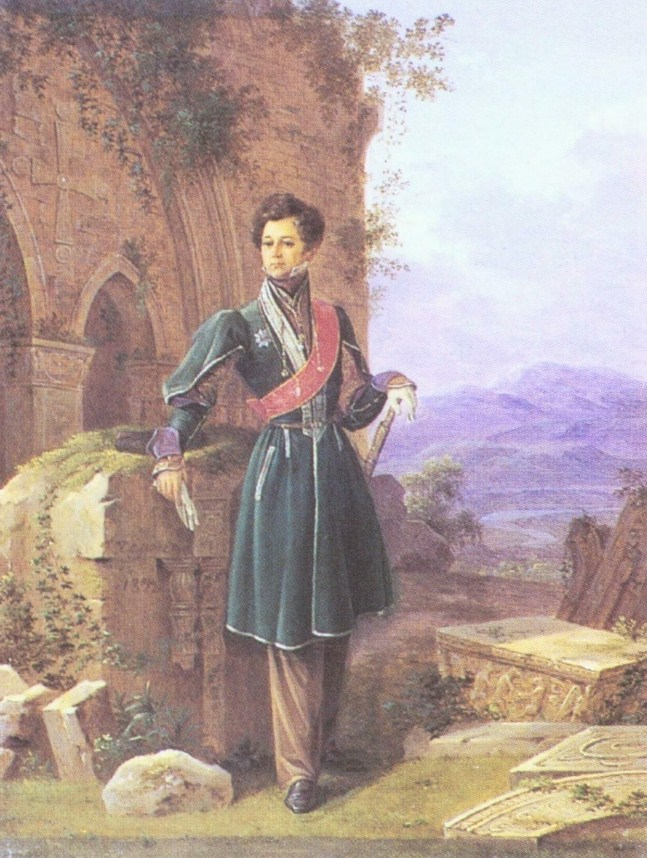
Павел Иванович
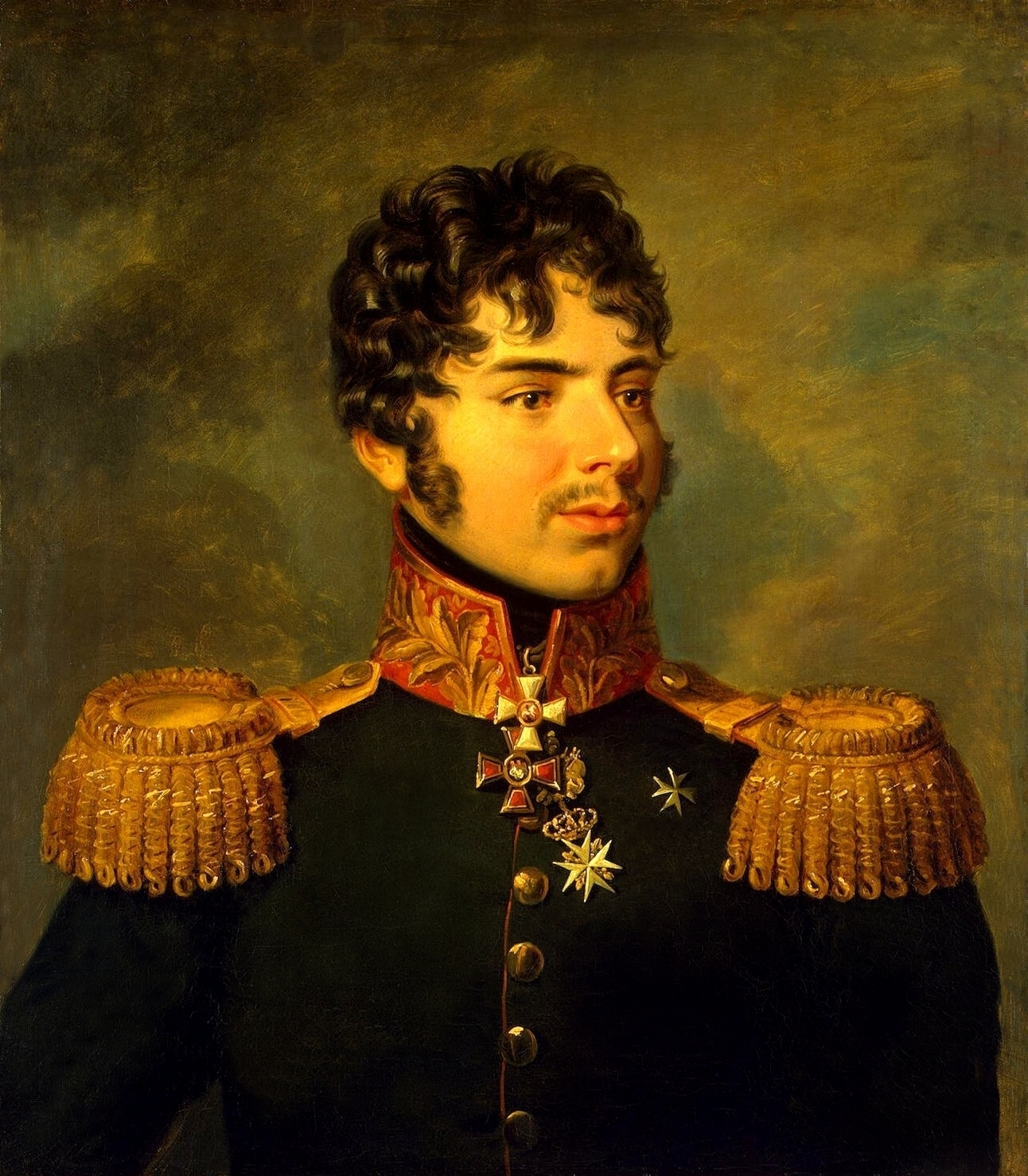
Александр Иванович
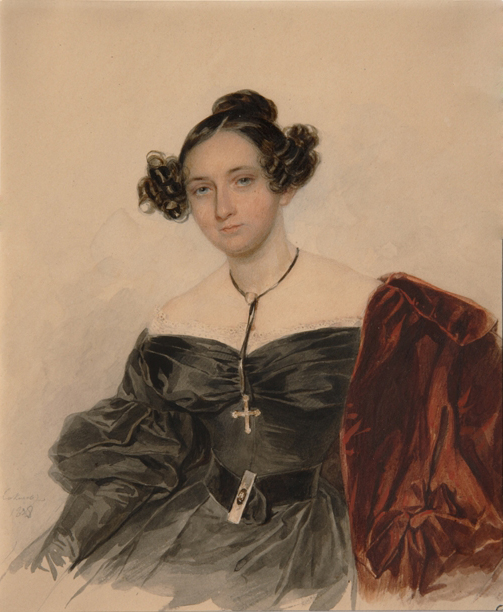
Надежда Ивановна
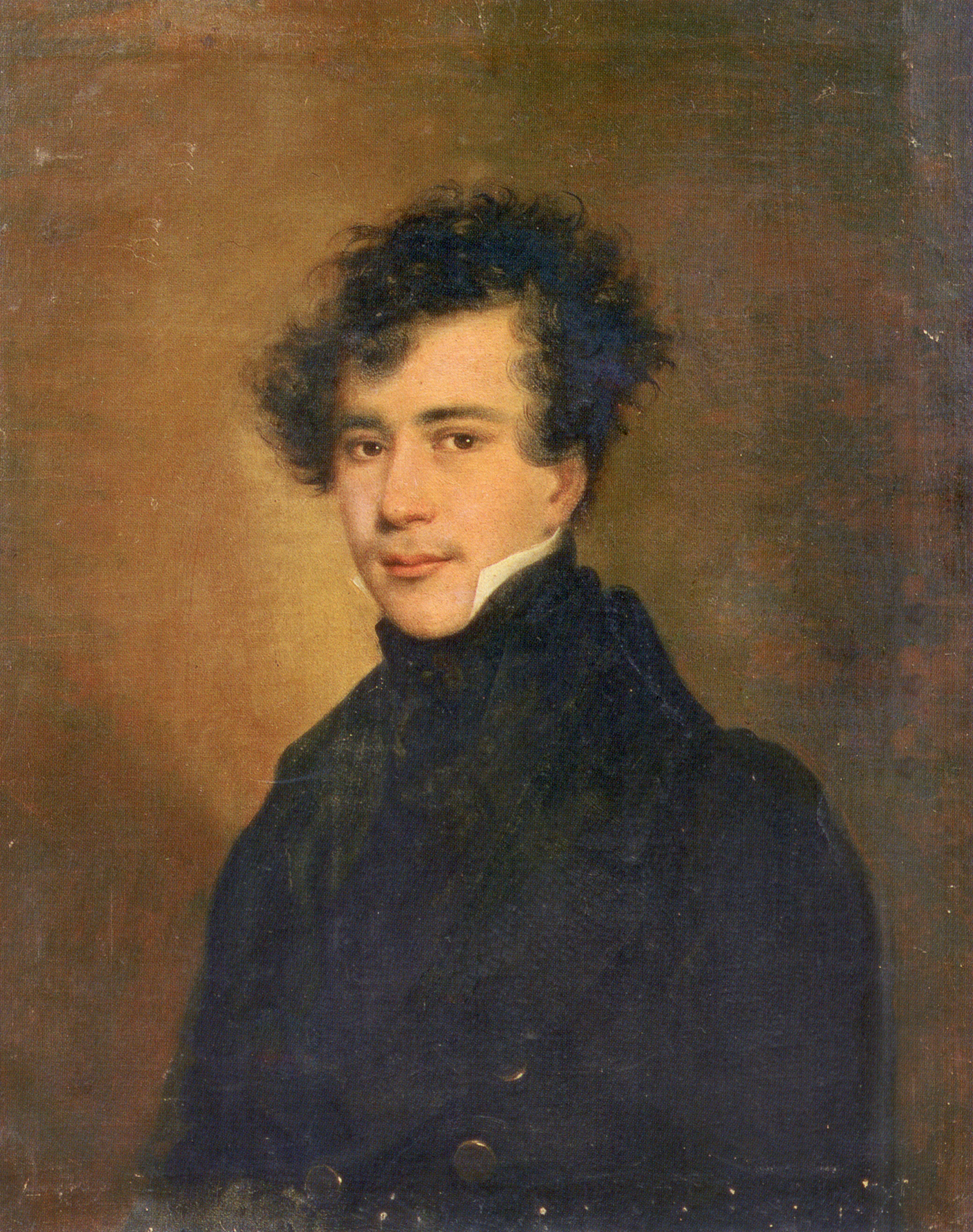
Александр Голицын

## Художественные отражения
- Граф Кутайсов является персонажем оперетты Николая Стрельникова «Холопка» (1929) и снятого по этой оперетте художественного фильма «Крепостная актриса» (реж. Роман Тихомиров, 1963). Роль Кутайсова исполнил Евгений Леонов.
- Игорь Шибанов в фильме «Бедный, бедный Павел», 2003 год.
- Павел Поймалов в сериале «Адъютанты любви», 2005—2006 гг.
- Анар Халилов в сериале "Павел. Первый и последний" 2025 г.